# Хинецьке
Хинецьке (рос. Хинецкое) — село в Дмитрієвському районі Курської області Російської Федерації.
Населення становить 75 осіб. Входить до складу муніципального утворення Поповкинська сільрада.

## Історія
Населений пункт розташований на території українського етнічного та культурного краю Східна Слобожанщина.
Від 2004 року входить до складу муніципального утворення Поповкинська сільрада.

## Населення
| 2002 | 2010 |
| ---- | ---- |
| 107  | ↘75  |